# Guldpannad parakit
Guldpannad parakit (Eupsittula aurea) är en fågel i familjen västpapegojor inom ordningen papegojfåglar.

## Utseende och läte
Guldpannad parakit är en karaktistisk och mycket ljudlig papegojfågel. Den är mestadels grön med gul buk, tydligt orangefärgad panna, ljusorange ögonring, blåaktig hjässa och grå strupe.

## Utbredning och systematik
Fågeln förekommer från Surinam till södra Brasilien, sydöstra Peru, östra Bolivia, Paraguay och norra Argentina. Den behandlas som monotypisk, det vill säga att den inte delas in i några underarter.

### Släktestillhörighet
Tidigare placerades guldpannad parakit i Aratinga, men DNA-studier visar att arterna i släktet inte är varandras närmaste släktingar. Aratinga har därför brutits upp i flera mindre släkten, där guldpannad parakit med släktingar förs till Eupsittula.

## Levnadssätt
Guldpannad parakit hittas i öppet skogslandskap, savann och jordbruksmarker, men kan också röra sig in i mer urbana områden. Fågeln ses vanligen i par eller smågrupper.

## Status
Arten har ett stort utbredningsområde och beståndet anses stabilt. Internationella naturvårdsunionen IUCN listar den därför som livskraftig (LC).

## Bilder

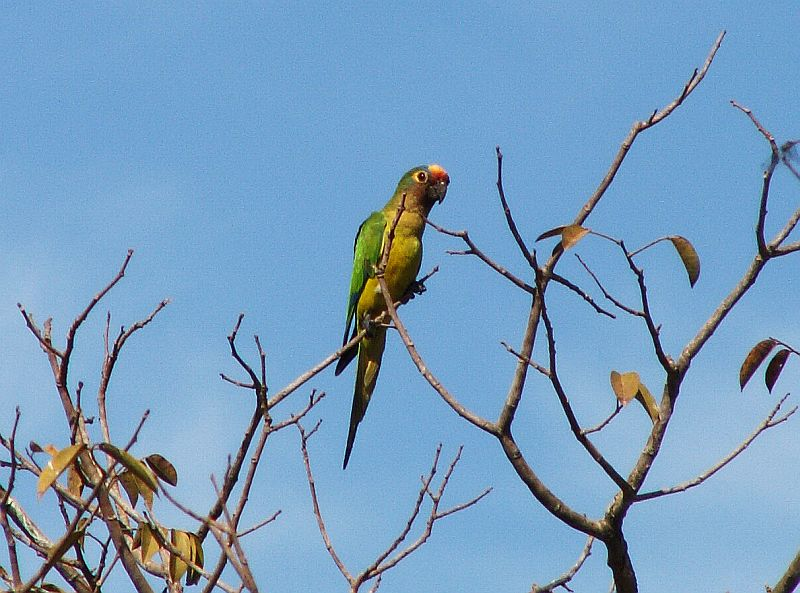
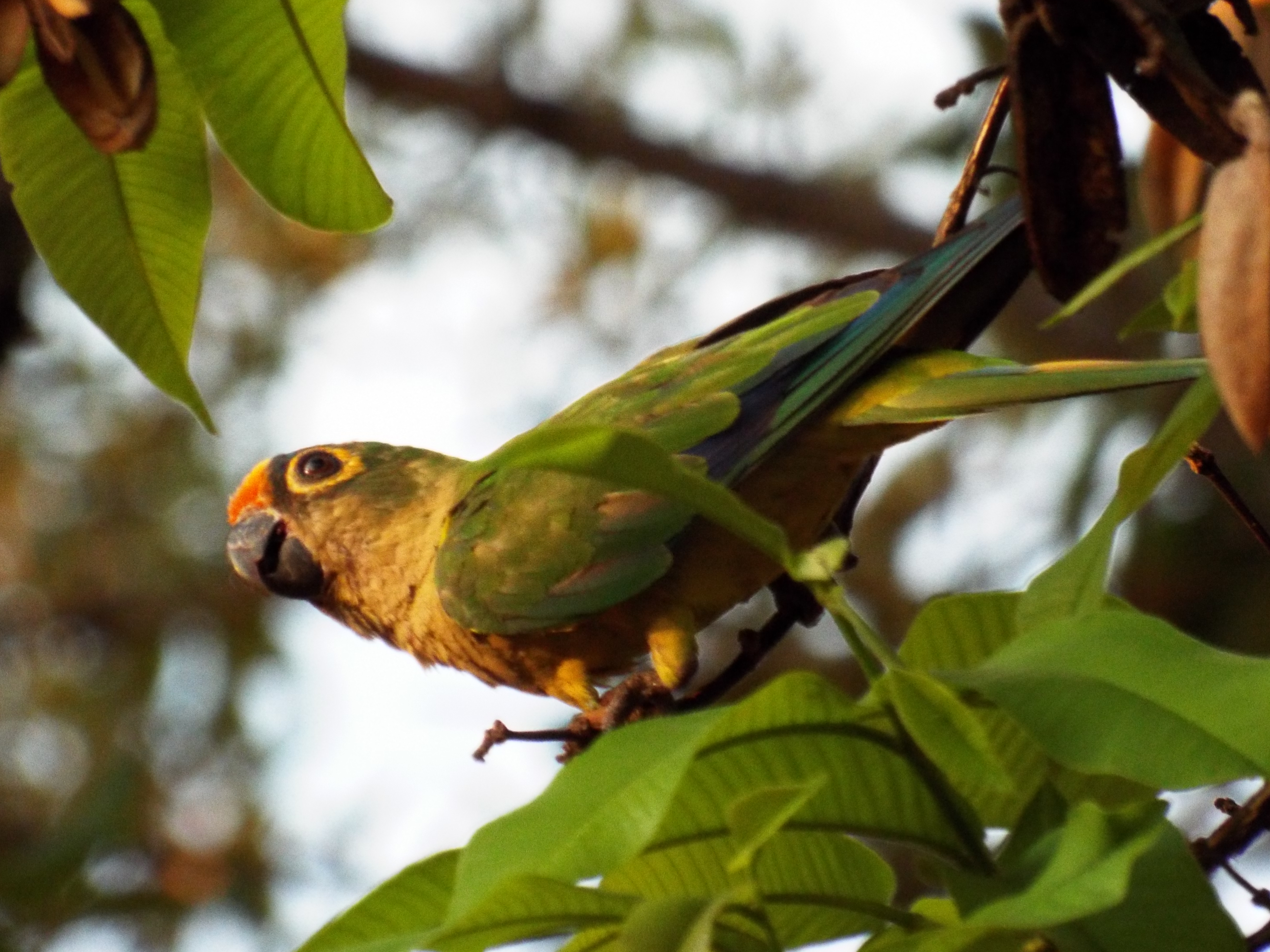
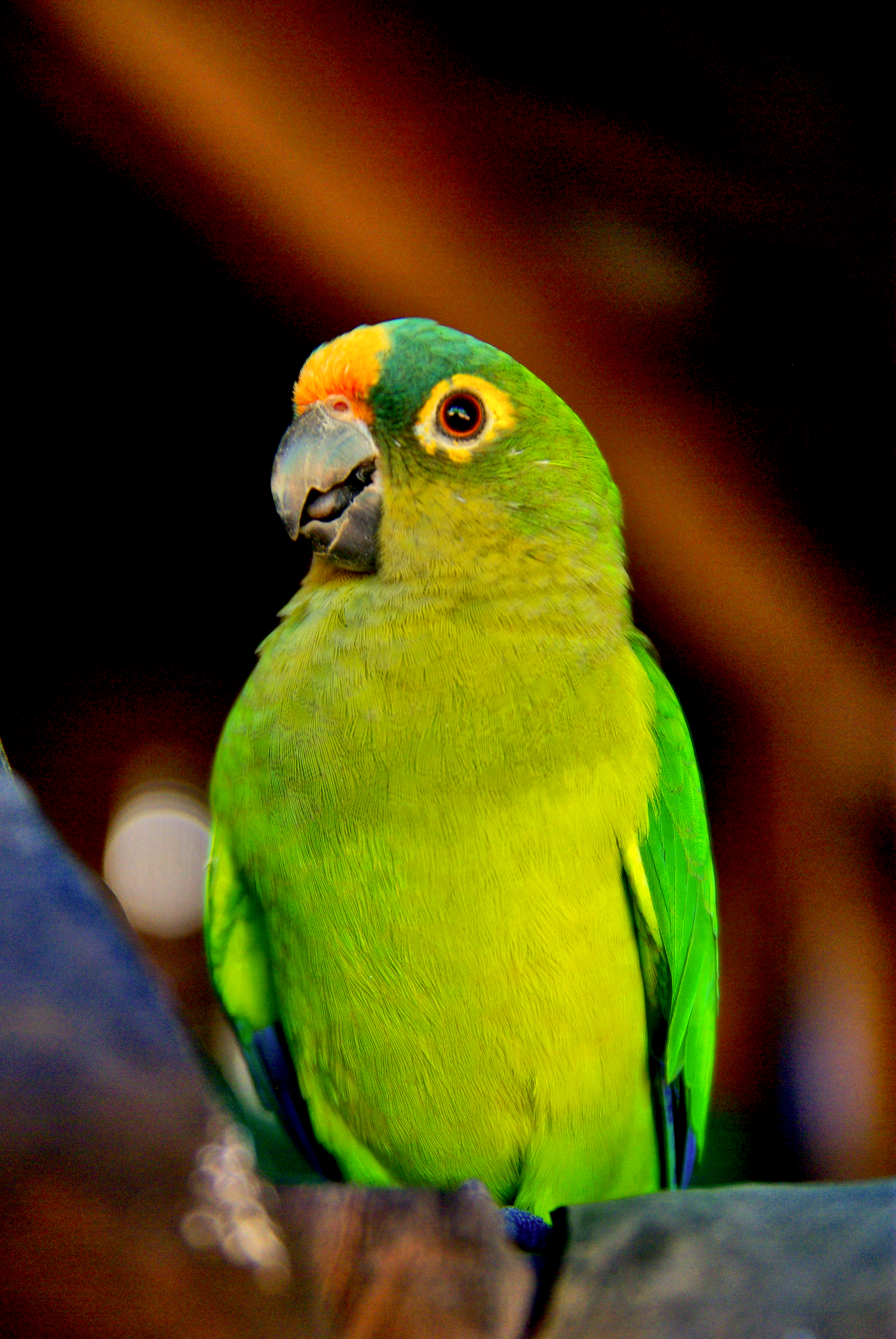
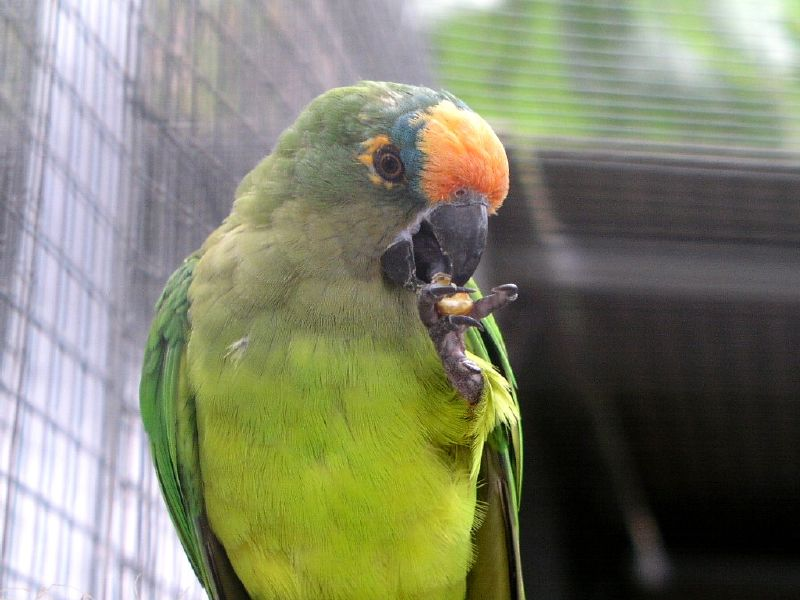